# شکافته‌سنبلچه‌ها
شکافته‌سنبلچه‌ها (نام علمی: Schizostachyum) نام یک سرده از تیره گندمیان است.